# Endometri
L'endometri és el teixit que recobreix l'interior de l'úter i on s'ha d'implantar el zigot. Si hi ha fecundació, el cos luti es manté actiu gràcies a una hormona que és alliberada per l'embrió. Si no hi ha fecundació, l'òvul mor; el cos luti degenera (i forma una cicatriu), deixa de produir estrògens i progesterona i l'endometri es trenca i es desprèn, el procés que provoca la regla o menstruació.